# Teatro Kursaal
Das Teatro Kursaal war ein Theater im schweizerischen Lugano direkt am Luganersee.
Schon ab 1804 existierte in Lugano ein «Spielsaal», bei dem Glücks- und Würfelspiele getätigt wurden. Um 1885 gründete sich eine Gesellschaft, die Società del Teatro di Lugano, die ein Gebäude für Theater, Musik und Bälle mit einem Spielcasino und einem Restaurant verknüpfen wollte, um dem aufkommenden Tourismus Rechnung zu tragen. 
Das um die Jahrhundertwende entstandene Gebäude Teatro e Casinò Kursaal, erbaut nach Plänen des Architekten Achille Sfondrini, etablierte sich als Theater- und Revuebühne, während in der anderen Gebäudehälfte ein Spielcasino untergebracht war. Im Teatro fand am 24. Mai 1956 ohne Saalpublikum der erste Grand Prix Eurovision de la Chanson statt.
Als stark sanierungsbedürftiges Gebäude wurde das Teatro 2001 abgerissen. Heute steht an dieser Stelle die Spielbank Casinò Lugano.